# Cornelis Viruly
Cornelis Marius Viruly (ur. 11 listopada 1875 w Vuren, zm. 23 września 1938 w Amsterdamie) – holenderski strzelec, olimpijczyk.
Uczestnik Letnich Igrzysk Olimpijskich 1908, gdzie wystąpił w 2 konkurencjach. Osiągnął 14. miejsce w trapie i 4. pozycję w trapie drużynowo (uzyskał 3. wynik w zespole).

## Wyniki

### Igrzyska olimpijskie
| Igrzyska    | Konkurencja     | Wynik                           | Miejsce | Źródło |
| ----------- | --------------- | ------------------------------- | ------- | ------ |
| Londyn 1908 | Trap            | 48 pkt. (18–13–17)              | 14      | [ 1 ]  |
| Londyn 1908 | Trap, drużynowo | 174 pkt. (druż.) 28 pkt. (ind.) | 4       | [ 2 ]  |